# Transistor-Transistor-Logik
Die Transistor-Transistor-Logik (TTL) ist eine Schaltungstechnik (Logikfamilie) für logische Schaltungen (Gatter), bei der als aktives Bauelement der Schaltung planare npn-Bipolartransistoren verwendet werden. Bei der N-Familie wird meist an verbundenen Eingängen ein Multiemitter-Transistor eingesetzt, so dass für mehrere Eingänge nur ein Transistor erforderlich ist; bei der LS-Familie sowie bei Schmitt-Trigger-Eingängen wird die AND-Verschaltung der Eingänge mittels Dioden realisiert.

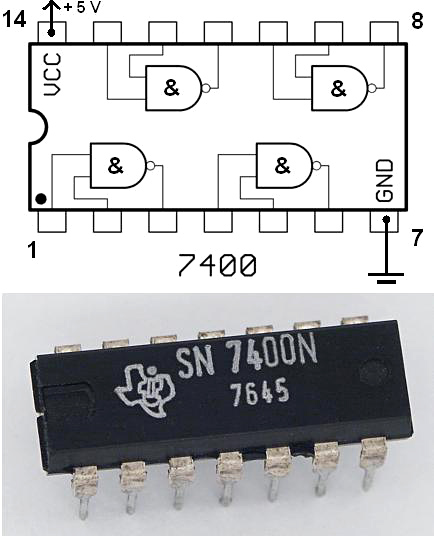
7400-Chip (Vierfach-NAND-Gatter) aus dem Jahr 1976

## Geschichte
Die TTL-Technik wurde 1961 von James L. Buie bei TRW entwickelt. Die ersten kommerziellen Schaltungen produzierte die Firma Sylvania Electric Products. 1965 war eine in Shanghai mit der Chinesischen Akademie der Wissenschaften hergestellte TTL-Schaltung der erste in China gefertigte integrierte Schaltkreis. Eine ebenfalls auf Bipolartransistoren basierende Weiterentwicklung mit geringerem Stromverbrauch stellt die integrierte Injektionslogik (I²L) dar.

## Standard-TTL

Schaltung eines NAND-Gatters in Standard-TTL-Technik: Type 7400, P_{V} = 10 mW; t_{pd} = 10 ns

Standard-TTL-Schaltungen sind für den Betrieb an einer Versorgungsspannung von 5 V mit einer Abweichung von 5 % ausgelegt.
Die Belastbarkeit der Ausgänge wird als Fan-Out bezeichnet, womit ausgedrückt wird, wie viele Eingänge ein Ausgang bedienen kann. Das ist für die typischen umfangreichen Logikschaltungen des TTL-Zeitalters von Bedeutung.
Eine hohe Spannung ist als High-Pegel (in positiver Logik eine logische 1) definiert, eine niedrige Spannung wird als Low-Pegel bezeichnet (in positiver Logik eine logische 0). Die Schaltungen müssen so dimensioniert werden, dass Eingangsspannungen UE < 0,8 V als Low-Pegel, und UE > 2,0 V als High-Pegel erkannt werden. Die Ausgangsspannung UA bei nominaler Last muss < 0,4 V für den Low-Pegel und > 2,4 V für den High-Pegel betragen. Der statische Störabstand beträgt somit sowohl für High- als auch für Low-Pegel 0,4 V. Die tatsächliche Ausgangsspannung liegt lastabhängig zwischen gut 3 und knapp 4 V.
Logische Bausteine in TTL-Technik haben gegenüber CMOS-Bausteinen den Vorteil, dass sie unempfindlicher gegenüber elektrostatischen Entladungen (ESD) sind und vor den großen Fortschritten der CMOS-Prozesstechnik um 1980 deutlich schneller waren. Wegen der stromgesteuerten Transistoren hat TTL im Vergleich zu CMOS eine hohe Stromaufnahme.
Das nebenstehende Bild zeigt den Aufbau eines TTL-NAND-Gatters. V1 ist der Multiemitter-Transistor, U1 und U2 sind die Eingänge. Eine Besonderheit von TTL-Schaltungen besteht darin, dass Eingänge einen kleinen Strom liefern, wenn sie Low sind bzw. mit Masse verbunden werden. Daher sind unbeschaltete Eingänge auf High-Pegel. Gute Praxis ist jedoch, unbenutzte Eingänge dennoch auf High-Potential zu legen, damit ein definiertes bzw. erlaubtes Potential erzwungen wird.  Unbeschaltete Eingänge können die passive Störsicherheit einer Schaltung massiv verschlechtern.
Dieses NAND-Gatter hat eine Verlustleistung von 10 mW (Milliwatt) und eine Gatterlaufzeit von 10 ns (Nanosekunden).

### Funktionsweise
Das nebenstehend abgebildete NAND-Gatter mit zwei Eingängen (von diesem Gatter sind vier in einem 7400) arbeitet folgendermaßen:
Der UND-Teil der NAND-Funktion wird durch den Multiemitter-Transistor V1 in Basisschaltung gebildet. Wenn Eingang U1 oder U2 oder beide zusammen auf einen Low-Pegel (unter 0,8 V) gelegt werden, wird V1 leitend, da nun über R1 ein Basisstrom fließt. Mit anderen Worten: Nur wenn U1 und U2 auf High-Pegel liegen, sperrt V1 (und gibt Basisstrom an V2 frei; s. u.). Die nachfolgende Schaltung aus dem Ansteuertransistor V2 und einer Gegentaktendstufe (Totem-Pole-Schaltung) dient als schneller invertierender digitaler Treiber.
Entspreche der Ausgangszustand zunächst dem logischen Low-Pegel. Der Transistor V4 ist voll leitend und somit in (Basisstrom-)Sättigung. Die Basis von V2 ist auf einem Potenzial zwischen 1,1 bis 1,5 V.
Jetzt wird die Basis von V2 wie oben beschrieben durch den Kollektor von V1 nahezu auf Masse (UV1CESat) gezogen, wodurch V2 sperrt. Damit wird die Basis von V3 High, die von V4 Low.
V4 bleibt weiterhin leitend, da seine Basis noch mit Ladungsträgern geflutet ist. V3 wird leitend und ein großer Querstrom durch R3, V3, V5, V4 fließt, der die Ladungsträger aufbraucht. Ist dies geschehen, steigt das Potenzial des Ausgangs sehr schnell an und der Querstrom geht zurück. V3 leitet und V4 sperrt, der Ausgang ist nun High.
Da TTL-Eingänge im statischen Fall beim High-Pegel praktisch keinen Strom aufnehmen, müssen R3, V3 und V5 entsprechend wenig Strom bereitstellen, wenn sie in einer reinen TTL-Schaltung (nicht als Treiber für andere Lasten) verwendet werden.
Nun gehen beide Eingänge auf High, so wird V2 über die in Flussrichtung gepolte pn-Diode der Basis-Kollektor-Strecke von V1 mit Strom versorgt und leitend. V3 wird gesperrt und V4 leitend. Der Ausgang wird also nur dann Low, wenn beide Eingänge High sind – die negierte UND-Logikfunktion.
Im Gegensatz zur eben beschriebenen Totem-Pole-Ausführung fehlt bei der Open-Collector-Ausführung (offener Kollektor) V3, der Kollektor von V4 wird also offen zum Ausgang geführt. In diesem Fall muss an Stelle von R3 ein externer Pull-up-Widerstand angeschlossen werden, um einen High-Pegel zu erreichen. Diese Bauform ermöglicht es, mehrere Ausgänge parallel zu einem „Wired-AND“ (verdrahtetes UND) zusammenzuschalten. Jeder der parallelgeschalteten Ausgänge kann den Knoten auf Low ziehen, ohne von den Logikzuständen der anderen Ausgänge beeinflusst zu werden. Totem-Pole-Ausgänge dürfen hingegen nur dann parallelgeschaltet werden, wenn sie niemals unterschiedliche Logikzustände haben.

## Varianten

### Schottky-TTL

NAND-Gatter in Low-Power-Schottky-TTL-Bauweise
Type: 74LS00; P_{V} = 2 mW; t_{pd} = 10 ns

Übertragungskennlinie eines Low-Power-Schottky-TTL-Inverters

Eine deutliche Verbesserung der Geschwindigkeit der TTL-Technik wurde durch die Implementierung mit Schottky-Transistoren erreicht. Ein Schottky-Transistor ist im Wesentlichen ein Bipolartransistor, bei dem eine Schottky-Diode oder eine Hot-Carrier-Diode zwischen Basis und Kollektor geschaltet ist. Diese Diode verhindert die Sättigung der Transistoren in der TTL-Schaltung und verbessert dadurch ihre Fähigkeit, bei höheren Geschwindigkeiten zu schalten.
Um einen Bipolartransistor zu sättigen, muss der Basis des Transistors eine beträchtliche Strommenge zugeführt werden. Je höher der Basisstrom, desto schneller sättigt der Transistor. Eine Ansteuerung auf hoher Basis verlangsamt jedoch das Ausschalten des Transistors. Es dauert eine begrenzte Zeit, bis die Ladung auf der Basis entfernt ist, bevor der Transistor abschaltet. Es ist die eine Eigenschaft, die die Schaltgeschwindigkeit von gesättigten Logikschaltungen am stärksten einschränkt. Die Schottky-Diode zwischen der Basis und dem Kollektor des Bipolartransistors verhindert eine Sättigung und beseitigt daher dieses Problem. Die Schottky-Diode schaltet sehr schnell und benötigt je nach Temperatur nur 0,1 bis 0,3 Volt Vorwärtsspannung. Eine typische Schottky-TTL-Schaltung hat eine Ausbreitungsverzögerung von etwa 3 Nanosekunden, was weniger als ein Drittel der Verzögerung des Standard-TTL-Schaltung ist. Diese erhöhte Geschwindigkeit wird mit einer Erhöhung der Verlustleistung auf etwa 20 Milliwatt erreicht.
Um die Sättigung der Transistoren zu verhindern, können in der Basis-Kollektor-Strecke Schottky-Dioden parallel geschaltet werden, so dass die Spannung an der Basis nie mehr als 0,3 V über dem Kollektorpotential liegen kann und nur so viel Strom in die Basis fließt wie nötig. Das ergibt einen Schottky-Transistor. Die ungesättigten Transistoren sind schneller (es müssen keine überflüssigen Ladungsträger abgesaugt werden, ehe der Transistor ausschaltet) beziehungsweise man kann Transistoren höherer Stromverstärkung einsetzen und die gesamte Schaltung hochohmiger (und damit energiesparender) ausführen (Baureihen S für Schottky und LS für Low Power Schottky).

### Low-Voltage-TTL
Low-Voltage-TTL (LVTTL) ist eine besondere Form der Transistor-Transistor-Logik (Logikfamilie), bei der die Versorgungsspannung von 5 V auf 3,3 V reduziert ist.
| Symbol | Parameter                 | min    | max         |
| ------ | ------------------------- | ------ | ----------- |
| UIH    | High-Level Input Voltage  | 2 V    | UDD + 0,4 V |
| UIL    | Low-Level Input Voltage   | −0,4 V | 0,8 V       |
| UOH    | High-Level Output Voltage | 2,4 V  | 5 V         |
| UOL    | Low-Level Output Voltage  | 0 V    | 0,4 V       |

### Open-Collector-Ausgänge

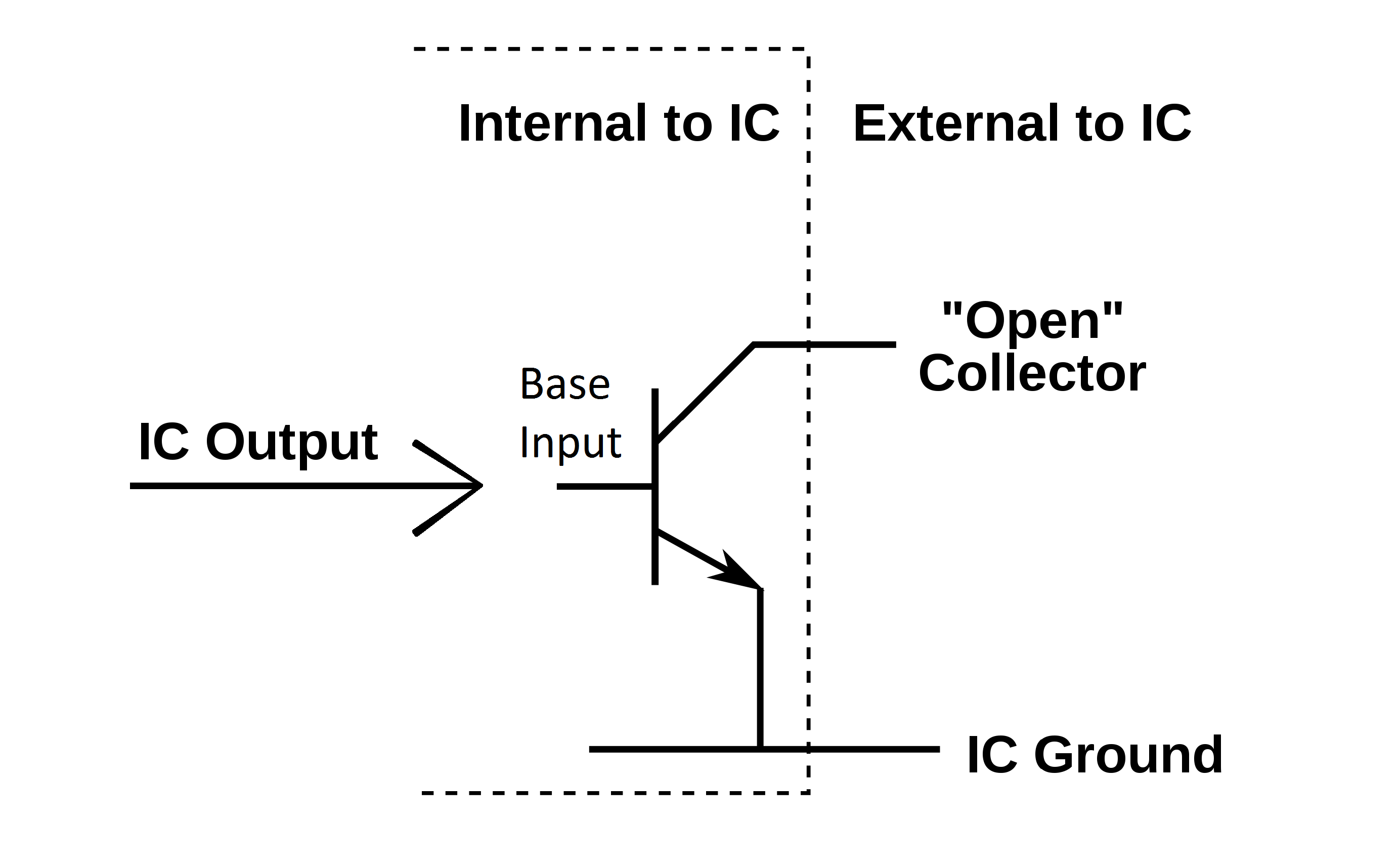
Grundprinzip der Open-Collector-Schaltung

Standard-TTL-Schaltungen können nicht für einen Datenbus verwendet werden, da es keine Möglichkeit gibt, den Ausgang inaktiv zu schalten. Dieser Nachteil kann mit Open-Collector-TTL-Schaltungen vermieden werden. Bei diesen fehlt am Ausgang der Pull-up-Transistor. Der Ausgang kann direkt an einen einfachen Pull-up-Widerstand angeschlossen werden. Die Gatter, die keine Daten senden, werden auf High-Pegel gelegt, damit ist ihr Ausgang hochohmig. Auf diese Weise kann das aktive IC den Pegel der Busleitung bestimmen. Allerdings gehen durch den fehlenden Pull-up-Transistor viele Vorteile von Standard-TTL-Schaltungen verloren, z. B. die hohe Geschwindigkeit und hohe Immunität gegen Rauschen.

### Alte Typen und ihre Bezeichnungen
Standard TTL-ICs erkennt man an einer Bezeichnung der Form 74xx bzw. 74xxx, wobei „74“ auf die Logikfamilie und xx/xxx auf den Gatter-Typ (z. B. xx = „00“ entspricht NAND) verweist. Die meisten Bausteine gibt es auch als 54xx für den militärischen Temperaturbereich bzw. als 84xx für den industriellen Temperaturbereich. In TTL-Technik aufgebaut sind auch die wenig verbreitete 49xx-Serie sowie die 75xx-Serie, die in erster Linie Interface-, Pegelwandler- und andere Anpassschaltungen umfasst.
Die Bezeichnungen der Varianten orientieren sich im Allgemeinen an dem Standardtyp, zu dem der Baustein anschluss- und funktionskompatibel ist, wobei die Variante durch eingeschobene Buchstaben gekennzeichnet wird. Der Versorgungsspannungsbereich und die Signalpegel sind nicht notwendig kompatibel. Neben den bisher genannten gibt es noch zahlreiche weitere TTL-Varianten, beispielsweise:
- 74L: Low-Power TTL mit geringerem Stromverbrauch bei geringerer Schaltgeschwindigkeit
- 74H: High-Speed TTL mit sehr viel höherer Schaltgeschwindigkeit bei höherem Stromverbrauch
- 74S: Schottky TTL mit höherer Schaltgeschwindigkeit bei höherem Stromverbrauch
- 74F: Fast-Schottky
- 74LS: Low power Schottky, normale Schaltgeschwindigkeit bei geringerem Stromverbrauch
- 74AS bzw. 74ALS: Advanced (Low power) Schottky

### Aktuelle Typen
Gängige TTL-Bausteine tragen die Bezeichnung 74nn(n)xx(xx), wobei n die Logikfamilie (Technologie) ist und x die Bauteil-Funktion codiert. Bausteine des Typs 74xx sind veraltet. In bipolarer Technik werden nur noch 74LS (low-power-schottky, Nachfolger der 74er Logikfamilie) und 74F (fast Schottky) gefertigt. Nachfolger sind in CMOS-Technologie:
- 74HC: aktuelle CMOS-Familie: HC steht für High Speed CMOS, Versorgungsspannung 2 …6 V, max. Frequenz ca. 25 MHz
- 74AHC, 74AC: wesentlich schneller als 74HC (A steht für advanced)
- 74HCT: ähnlich 74HC, aber TTL-kompatibel, Versorgungsspannung 4,5…5,5 V
- 74ACT: ähnlich AC, aber TTL-kompatibel

Die 1970 eingeführte 4000er-Reihe war die erste CMOS-Logikfamilie, gegenüber TTL stromsparend, aber langsam (Grenzfrequenz bei 1 MHz) und nicht pin- und logik-kompatibel zu TTL (Versorgungsspannung 3 bis 15 V). Sie hat einen anderen Bezeichnungsschlüssel.

## Verwandte Logikfamilien
Als Vorläufer-Logikfamilien der TTL-Familie können die Widerstands-Transistor-Logik und die Diode-Transistor-Logik betrachtet werden. Diese beiden Logikfamilien sind veraltet und haben heute praktisch keine Bedeutung mehr.
Nah mit der TTL-Familie ist die langsame störsichere Logik verwandt, die in der Vergangenheit für Spezialanwendungen eingesetzt wurde. Wie der Name suggeriert, ist sie mit 200 ns Signallaufzeit um ein vielfaches langsamer als Bauteile der TTL-Familie. Heute hat diese Logikfamilie ebenfalls keine praktische Bedeutung mehr.